# 34e division d'infanterie (États-Unis)
Pour les articles homonymes, voir 34e division d'infanterie.

Insigne de la division Red Bull

La 34e division d'infanterie (34th Infantry Division) est une division militaire d'infanterie de l'Army National Guard qui a participé à la Première Guerre mondiale, la Seconde Guerre mondiale et continue de servir aujourd'hui dans les conflits comme l'operation Enduring Freedom ou la guerre d'Irak. Elle détient la distinction d'être la première division américaine déployée en Europe dans la Seconde Guerre mondiale, d'avoir passé le plus de jours au combat et d'avoir pris le plus de collines défendues par l'ennemi que toute autre division de l'armée américaine durant le conflit. Elle est aussi connue par son insigne d'un taureau rouge qui lui donnera le surnom de Red Bull.
La division est créée en août 1917 et reste active jusqu'en 1963, puis en 1991, elle est réactivée en remplacement de la 47e division d'infanterie Viking. Elle est basée dans le Minnesota.
La devise de la division est Attack, Attack, Attack! (Attaque, Attaque, Attaque).

## Organigramme
Au 1er août 2003, elle comprend les unités suivantes :
- 1ère brigade blindée (1st Armored Brigade)
- 2e brigade d'infanterie (2nd Infantry Brigade)
- 32 brigade d'infanterie (32nd Infantry Brigade)
- Artillerie de division (Division Artillery)
- 34 brigade d'aviation (34th Aviation Brigade)
- Commandement et support de division (Division Support Command)